# 緑黄色社会 (アルバム)
『緑黄色社会』（りょくおうしょくしゃかい）は、日本のポップ・ロック・バンドである緑黄色社会のフルアルバム。2018年3月14日にHere, play pop!より発売された。緑黄色社会にとって初となるフルアルバムで、アルバムタイトルはバンド名と同じ（セルフタイトル）。2017年に発売されたミニアルバムの収録曲や会場限定で発売された自主制作盤の収録曲など全10曲が収録された。収録内容から本作を「初期の集大成」と見なす音楽ライターも存在する。
アルバム『緑黄色社会』は、初のトップ20入りとなった緑黄色社会の作品で、オリコン週間アルバムランキングで最高位16位を記録。また、Billboard Japan Hot Albumsでは最高位20位を記録した。

## 背景・リリース
2017年12月10日、愛知県にあるライブハウスElectricLadyLandで開催された「ワンマンツアー2017“東名阪さん Nice To Meet You??”」最終公演のアンコールで、2018年3月に初のフルアルバム（この時点ではタイトル未定）を発売することを発表。
2018年1月18日、アルバムタイトルが『緑黄色社会』、発売日が3月14日であることに加え、収録曲が発表された。本作には前年にミニアルバム『Nice To Meet You??』の収録曲として発売された「またね」や、会場限定で発売された自主制作盤に収録された「Alice」を含む全10曲を収録。収録曲について長屋は今、聴いて欲しい音楽を考えたら、これまでやってきた曲と新しいことに挑戦した曲だったんです。だから、それを半々ずつ詰みました。最初は全10曲を直感で並べてみて、そこから並べ替えたり、曲を入れ替えたりしながら、トータルで聴いた時のバランスを考えたんですと語っている。
2月8日、アルバムの発売に先駆けて「大人ごっこ」の先行配信が開始された。
4月27日から5月12日にかけて、本作を引っさげた「緑黄色社会ライブツアー“リョクシャ化計画2018”」が敢行された。 

## 評価
音楽ライターの秦理恵は、『Skream!』に寄稿したレビューで、本作をリョクシャカの持ち味であるカラフルで切ない極上のポップ・ミュージックがギュッと凝縮された1枚になったとし、彼女たちが隠し持つ計り知れない可能性に、胸が踊る快作だと評した。
音楽ライターの金子厚武は、『bounce』（2018年4月号）に寄稿したレビューで、本作に前年に発売した2作のミニアルバムや自主制作盤からの収録曲が含まれていることから「まさに〈初期の集大成〉」と表現し、内省的な側面を多く忍ばせながら、灰色な社会の枠組に捉われることなく彩り豊かな人生を志向する歌詞も、若いリスナーを中心に共感を呼ぶはずと評した。ライターの酒井優考は、『NEXT BREAKERS JAPAN』（2018年3月号）に寄稿したレビューで、時に力強く、時に切なく、様々な表情を歌声で見せる長屋晴子の手にかかってしまえば、何気ない日常が特別なものに思えてくる。そこに演奏陣（特にピアノの音色）が加わることでキラキラ感は倍増と評した。
『第11回CDショップ大賞2019』の1次ノミネート作品の1つとして本作が挙げられた。

## 収録曲
| #         | タイトル           | 作詞       | 作曲       | 編曲                         | 時間  |
| --------- | ------------------ | ---------- | ---------- | ---------------------------- | ----- |
| 1.        | 「Re」             | 長屋晴子   | 長屋晴子   | 緑黄色社会 Naoki Itai        | 3:47  |
| 2.        | 「始まりの歌」     | 長屋晴子   | 長屋晴子   | 緑黄色社会 Naoki Itai        | 4:26  |
| 3.        | 「大人ごっこ」     | 長屋晴子   | 長屋晴子   | 緑黄色社会 Naoki Itai        | 4:42  |
| 4.        | 「キラキラ」       | 長屋晴子   | 長屋晴子   | 緑黄色社会 Naoki Itai        | 3:48  |
| 5.        | 「Alice」          | 緑黄色社会 | 緑黄色社会 | 緑黄色社会 江口亮 Naoki Itai | 3:35  |
| 6.        | 「君が望む世界」   | 長屋晴子   | 穴見真吾   | 緑黄色社会 Naoki Itai        | 4:43  |
| 7.        | 「恋って」         | 長屋晴子   | peppe      | 緑黄色社会 城戸紘志          | 4:11  |
| 8.        | 「regret」         | 長屋晴子   | 長屋晴子   | 江口亮                       | 3:43  |
| 9.        | 「真夜中ドライブ」 | 長屋晴子   | peppe      | 緑黄色社会 soundbreakers     | 3:26  |
| 10.       | 「またね」         | 長屋晴子   | 長屋晴子   | 江口亮                       | 4:17  |
| 合計時間: | 合計時間:          | 合計時間:  | 合計時間:  | 合計時間:                    | 40:38 |

## 曲の解説

### Re
「Re」は、リクルートのプロジェクト「Follow Your Heart & Music Presented by RECRUIT」に提供した楽曲。楽曲自体はプロジェクト以前に完成したもので、プロジェクトのテーマに合うということから選ばれた。長屋は「新しく挑戦する」というよりも、「今までやってきたことは間違ってなかったんだと再確認する」曲であると説明している。小林は「僕たちの等身大の歌」とコメントしている。
音楽ナタリーのインタビューで、インタビュアーの近藤隼人から「Re」以外でも緑黄色社会の楽曲がピアノの音が中心となっている印象があると言われた長屋はその中でも今回は特にピアノがメインにありますねと答えている。peppeはピアノが「曲にキラキラ感を付け加える存在」であることが多いとしたうえで、自分が中心になることを意識しながらレコーディングして、新鮮でしたね。どんな曲になるか自分に託されている気がしてと語っている。
レコーディングの際、長屋はボーカルの雰囲気を変えることを目的に、電気を消して歌入れを行なった。ベースは、1番のサビから入ってくる。穴見は「徐々に前向きな気持ちになっていくことを聴く人に感じてもらえれば」という思いから、2番のBメロまでは感情を出さずに弾き、2番のサビから音に感情を乗せて弾いている。
「Follow Your Heart & Music Presented by RECRUIT」の一環としてミュージック・ビデオが制作されており、ミュージック・ビデオでは松井英理と共演した。
小林は長屋が「Re」をデモ音源を送ってくる2〜3か月前にバンドの脱退を考えるほどに悩んでいた時期があり、それを乗り越えた時期に聴いたことから「これまでに長屋が作った曲のなかでも一番、自分のなかの芯に響いた感じがした」と語っている。

### 始まりの歌
「始まりの歌」は、2枚目のミニアルバム『ADORE』収録曲。

### 大人ごっこ
「大人ごっこ」は、本作のリード曲。女性の背伸びしたい恋心を描いた楽曲で、長屋は友達の話を聞いて作ったので、ピンポイントに1人の女性のことを歌った曲になってるんですよと語っている。
ミュージック・ビデオが制作されており、監督は林響太郎が務めた。
HTB『夢チカ18』3月度エンディングテーマや、HBCテレビ『音ドキッ!』3月度オープニングテーマとして使用された。

### キラキラ
「キラキラ」は、2枚目のミニアルバム『ADORE』収録曲。

### Alice
「Alice」は、バンドが結成されてから2年目あたりで制作された楽曲で、歌詞とオケは同時進行で作られた。「Alice」というタイトルは、「タイトルやワードはわかりやすいものがいい」という話から決められた。楽曲については「単純に『不思議の国のアリス』の世界みたいにするだけじゃなくて、人間のリアルな心情も入れ込みたかった」ことから、「すれ違っている男女の話」を組み合わせて作られている。元々は会場限定音源第3弾『リアリズム』収録曲で、「ライブではすごく馴染みになっているのに、全国流通盤には入っていない」という理由から選曲された。
本作に収録されているのは新たに録られたバージョンで、穴見によると「最近のライブの手癖がそのまま入ってる感じ」。CDの曲目には特記がないが、音楽配信サイトでは「Album version」というバージョン表記が併記されている。
1枚目のシングル『sabotage』（初回限定盤）に、2019年6月14日に開催された「緑黄色夜祭 vol.9 東京編」でのライブ音源が収録された。

### 君が望む世界
「君が望む世界」は、穴見によって作曲された楽曲で、穴見作曲の楽曲が初めて収録された例となった。穴見は最初に「みんなでコーラスしているフレーズ」が浮かび、そこから「ブルーなことがあったんだけどそれが解消されて晴れやかなというか、いい気分になった感じ」をイメージしてメロディを作った。
仮タイトルは「After rain」だが、作詞を手がけた長屋は仮タイトルのことはまったく考えずに書いたとのこと。長屋は曲をもらって書く場合は本当に直感のイメージで書くことが多いんですけど、この曲の場合は曲調からファンタジーのイメージが浮かんで…。それに、真吾自身のポジティブなイメージが影響してるところもあると思うんですけど、ピーターパンみたいな勇敢な存在がモヤモヤしているところから自分を連れ出してくれるような、そんなイメージですねと語っている。

### 恋って
「恋って」は、2枚目のミニアルバム『ADORE』収録曲。

### regret
「regret」は、1枚目のミニアルバム『Nice To Meet You??』収録曲。CDの曲目には特記がないが、音楽配信サイトでは「New Rec Ver.」というバージョン表記が併記されている。
小林によると当初「もうちょっとアップテンポの曲を入れる案」があり、そのためにレコーディングも行なわれたが、「緑黄色社会を初めて聴いてくれる人を想像して曲を選ぶ」ということが基本であり、「そういうお客さんの目線に立ったときに、もうちょっとしっとりした曲のほうがいいんじゃないか」という意見が出たことから、話し合いを経てこの曲が選ばれた。

### 真夜中ドライブ
「真夜中ドライブ」は、「詞が先にあるパターンもやってみよう」ということから何曲か挑戦したなかで出来た楽曲。ピアノのフレーズは歌詞しかない状態でつけたものがそのまま使われている。楽曲のイメージは、長屋とpeppeの双方で合致したもので「がむしゃらというか、天真爛漫な女の子」。長屋は歌詞を書く上で、説明的にならないように1つ1つのワードを置いていくような感じにすることも意識しながら書いたと説明している。
穴見は推し曲としてこの曲を選び、「現時点のリョクシャカっぽさがある曲」とコメントしている。

### またね
「またね」は、1枚目のミニアルバム『Nice To Meet You??』収録曲。

## クレジット
※出典
緑黄色社会
- 長屋晴子 – Vocal & Guitar
- 小林壱誓 – Guitar & Chorus
- peppe – Keyboards & Chorus
- 穴見真吾 – Bass & Chorus

追加ミュージシャン
- 比田井修 – Drums（M1, M5, M6, M10）
- 城戸紘志 – Drums（M2, M3, M7, M9）
- 神谷旬平 – Drums（M4）
- あすな – Violin（M1）
- Hayato Yamamoto – Additional Production（M1, M3, M6）
- 西村奈央 – Additional Production（M1, M2, M3, M4, M6）

レコーディング・スタッフ
- 村上宣之 – Recording & Mixing
- 森重悟志 – Vocal Recording（M10）
- 滝口 "Tucky" 博達 – Mastering
- 新井政俊 – Director

アートワーク
- いのうえよしひろ – Art Direction & Design
- オノツトム – Photographer
- 満園正明 – Stylist
- 鷲塚明寿美 – Hair & Make

## チャート成績
| チャート (2018年)                   | 最高位 |
| ----------------------------------- | ------ |
| Japan Hot Albums (Billboard JAPAN)  | 20     |
| 日本 (オリコン)                     | 16     |
| 日本 (オリコンインディーズアルバム) | 2      |

## 発売日一覧
| 国/地域 | 発売日        | レーベル          | 規格     | 規格品番      | 備考                                                                                |
| ------- | ------------- | ----------------- | -------- | ------------- | ----------------------------------------------------------------------------------- |
| 日本    | 2018年3月14日 | Here, play pop!   | CD       | HPP-1009      |                                                                                     |
| 全国    | 2018年7月13日 | Sony Music Labels | 音楽配信 | ESXX01905B00Z | ミニアルバム『Nice To Meet You??』や『ADORE』とともに収録曲全曲の配信が開始された。 |